# Reșca
Reșca – wieś w Rumunii, w okręgu Aluta, w gminie Dobrosloveni. W 2011 roku liczyła 799 mieszkańców.